# Witsteelstropharia
De witsteelstropharia (Stropharia inuncta, synoniem: Psilocybe inuncta) is een schimmel behorend tot de familie Strophariaceae. Hij leeft saprobiotisch op niet al te grote, los verspreide houtresten, boomschors en soortgelijke substraten. Hij groeit in loof- en gemengde bossen op door de mens beïnvloede plaatsen op weilanden, weilanden, in parken en tuinen, en langs bermen. De vruchtlichamen verschijnen in de herfst in Midden-Europa.

## Kenmerken

### Uiterlijke kenmerken
Hoed
De dunvlezige hoed bereikt een diameter van 2 tot 4 cm. De vorm is bij jonge exemplaren halfbolvormig tot klokvormig, later worden deze klokvormig tot bol met een stompe bult. Het oppervlak van de hoed is slijmerig en kaal, hooguit resten velum op de rand. De hoedkleur is beigebruin of violet tot paarsgrijs, oude exemplaren zijn grijsgeel of grijsbeige met een vleugje violet. 
Lamellen
De brede lamellen zijn op jonge leeftijd beige, later licht tot grijsbruin met een vage paarse tint. Ze puilen uit op de steel en zijn breed aangehecht.
Steel
De steel is 2,5 tot 5 cm lang en 2 tot 4 mm dik. Hij is wit en fijn schilferig boven de zwakke vliezige ring, wit en in lengterichting vezelig schilferig eronder. 

### Microscopische kenmerken
De elliptische tot amandelvormige sporen zijn 7 tot 9 µm lang en 4,5 tot 5 µm breed en hebben een zeer fijne kiempore. Cheilocystidia op de lamellaire randen zijn onregelmatig gevormd. Pleurocystidia op de lamellaire oppervlakken zijn hetzelfde vormgegeven als chrysocystidia.

## Verspreiding
De witsteelstropharia is een Europese soort die voorkomt in Italië, Roemenië, Frankrijk, Zwitserland, Oostenrijk, Liechtenstein en Duitsland. Het verspreidingsgebied strekt zich noordwaarts uit tot Scandinavië en Finland. 
In Nederland komt hij vrij algemeen voor. Hij staat op de rode lijst in de categorie 'kwetsbaar'.